# Area4
L'Area4 est un festival de musique de rock organisé annuellement par FKP Scorpio à Scheeßel, en Allemagne, entre 2005 et 2012. À partir de 2007, il a lieu près de Lüdinghausen, en Rhénanie-du-Nord-Westphalie, sur l'aérodrome de Borkenberge. Avec 23 000 visiteurs, le festival connait sa meilleure fréquentation en 2010. 

## Histoire
Le 25 juin 2005, le festival Area4 se déroule devant environ 10 000 spectateurs sur le terrain de la König-Pilsener-Arena à Oberhausen. Les groupes The White Stripes et The Mars Volta annulent leurs concerts à relativement court terme.
L'année suivante, le festival devait se dérouler sur l'aérodrome de Borkenberge à Lüdinghausen et durer trois jours, au lieu d'un seul comme en 2005. Cependant, en raison de l'annulation de la tournée européenne de la tête d'affiche prévue, Audioslave, ainsi que d'un autre artiste dont le nom n'est pas révélé, il est décidé d'organiser l'événement sur deux jours au Nordsternpark de Gelsenkirchen. Jimmy Eat World et Seeed sont confirmés. En raison de diverses difficultés, cette version réduite du festival est annulée, de sorte qu'aucun Area4 n'a lieu en 2006.
Ce n'est qu'en 2007 que le festival a lieu comme prévu sur l'aérodrome de Borkenberge. Du 24 au 26 août, 25 groupes se produisent sur une scène devant environ 10 000 spectateurs ; 7 500 billets sont vendus en prévente. Le groupe Silverchair annule sa prestation en raison d'une intoxication alimentaire et d'un séjour à l'hôpital en France qui en résulte. Boozed est également absent pour cause de maladie.
L'édition suivante de l'Area4 a lieu du 29 au 31 août 2008. Outre la scène principale, une scène sous tente plus petite est également installée sur le site du festival, où Coca-Cola organise la tournée Soundwave Discovery avec des groupes de nouveaux venus. Le Rockpalast est présent en tant que présentateur et enregistre plusieurs concerts. Ceux-ci seront diffusés en plusieurs épisodes. En outre, la finale de la Festival Soccer Cup 2008 est disputée au festival Area4. Par ailleurs, les surfaces du parc et du camping sont agrandies afin de pouvoir accueillir les quelque 15 000 visiteurs qui avaient fait le déplacement. Slipknot annule son concert à la dernière minute en raison d'une fracture de la cheville du batteur. Pour remplacer Slipknot, Soulfly est confirmé le lundi précédant l'Area4.
En 2009, l'Area4 se déroule du 21 au 23 août. Plus de 20 000 visiteurs assistent à ce festival. Ill Scarlett annule son concert dix jours avant le début. En revanche, les organisateurs réussissent à convaincre Everlaunch de jouer.
Pour l'édition 2010, le week-end du 20 au 22 août est choisi. Plus de 23 000 personnes participent au festival. Les billets pour le festival, qui se déroule plus tard du 19 au 21 août 2011, sont certes plus chers que l'année précédente (99 euros), mais la consigne des déchets incluse est passée de 5 à 10 euros et les groupes se produisent à nouveau sur deux scènes. En outre, à partir de 2011, il était possible de choisir entre le camping normal et le « Green Camping ». Comme alternative au livret d'information des années précédentes, une application de festival pour Android et iOS était également disponible depuis 2011. Cette année-là, environ 20 000 visiteurs assistent à l'événement de trois jours.
En 2012, le festival a lieu du 17 au 19 août. Il accueille 16 000 visiteurs.
Le 14 novembre 2012, une suite pour 2013 est annulée pour des raisons de coûts, le festival étant dans le rouge depuis plusieurs années. Jasper Barendregt, directeur du festival chez l'organisateur FKP Scorpio, déclare à ce sujet : « Nous n'avons vraiment pas pris la décision à la légère. Mais nous sommes dans le rouge depuis des années avec l'Area4. Avec le nombre de visiteurs de ces dernières années, le rapport entre un line-up exigeant, une bonne infrastructure et des prix de billets abordables est devenu financièrement défavorable aux organisateurs. En tant qu'entrepreneurs, nous ne pouvons pas supporter ce déséquilibre éternellement ». Un jour plus tard, l'organisateur annonce qu'il ne voyait pas d'avenir pour le festival pour le moment.

## Programmations
- 25 juin 2005 : System of a Down (tête d'affiche). 80's Matchbox B-Line Desaster, 4Backwoods, Aereogramme, Alter Bridge, Beatsteaks, Boss Martians, Finch, Golden Horse, Helmet, Kettcar, Madsen, Motörhead, Nine Inch Nails, Slut, Tamoto. Absents : The White Stripes, The Mars Volta.

- 1er septembre 2006 : Audioslave (tête d'affiche). Jimmy Eat World, Less Than Jake, Seeed.

- 24–26 août 2007 : Tool (tête d'affiche), Billy Talent, NOFX. …And You Will Know Us by the Trail of Dead, Art Brut, Blackmail, Donots, Eagles of Death Metal, From Autumn to Ashes, Itchy Poopzkid, Jingo de Lunch, Juliette and the Licks, Leo Can Dive, Madsen, Mando Diao, Muff Potter, Soulfly, Sparta, The 69 Eyes, The Datsuns, The Draft,The Films, The Hives, The (International) Noise Conspiracy, Turbostaat. Absents : +44, Boozed, Silverchair.

- 29–31 août 2008 : Die Ärzte, Soulfly, The Hives, Apocalyptica (têtes d'affiche). aVid, Bad Religion, Beta Satan, Biffy Clyro, Black Box Revelation, Blood Red Shoes, Bloodlights, Cellard’or, C for Caroline, Disco Ensemble, Dredg, El*Ke, Everblame, Gogol Bordello, Goldfinger, Hutchinson, I Am Kloot, Kamikazekid, Kilians, Leo Can Dive, Less Than Jake, Louis XIV, Madsen, Mikroboy, Millencolin, Mr. Virgin and his Love Army, Paulus, Pennywise, Piazumanju, Plain White T's, Playfellow, RainteaR, Samavayo, Scars on Broadway, Science Fiction Army, Serj Tankian and the F.C.C., Smoke Blow, Stereo Inn, The Blackout, The Checks, The Folks, The Futureheads, The Gaslight Anthem, Ghost of Tom Joad, The Hives, The Sounds, The Subways, Year Long Disaster. Slipknot (absent).

- 21–23 août 2009 : Die Toten Hosen, Faith No More, Rise Against (têtes d'affiche). AFI, Alberta Cross, Anti-Flag, Baddies, Bombay Bicycle Club, Broilers, Callejon, C. J. Ramone, Deftones, Eagles of Death Metal, Everlaunch, Farin Urlaub Racing Team, Jet, Kettcar, Life of Agony, Mad Caddies, Panteón Rococó, Revolving Door, Rival Schools, The Get Up Kids, The Offspring, Thursday, Turbostaat, Zebrahead, Samavayo. Ill Scarlet (absent).

- 20–22 août 2010 : Placebo, Blink-182, Billy Talent (têtes d'affiche). Alain Johannes, All Time Low, Bela B. y Los Helmstedt, Biffy Clyro, Black Rebel Motorcycle Club, Caliban, Comeback Kid, Donots, Editors, Frank Turner, Gogol Bordello, Kylesa, Long Distance Calling, Minus the Bear, Monster Magnet, Parkway Drive, Queens of the Stone Age, State Radio, The Gaslight Anthem, The Sounds, Thrice, Twin Atlantic, WIZO. The Ocean (absent).

- 19–21 août 2011 : 30 Seconds to Mars, Dropkick Murphys, Deichkind (têtes d'affiche). Airship, Blood Red Shoes, Danko Jones, Deftones, Disco Ensemble, Escapado, Face to Face, Feeder, Friska Viljor, Hot Water Music, Ignite, Jimmy Eat World, Johnossi, Kakkmaddafakka, Karnivool, Madsen, Mini Mansion, NOFX, No Use for a Name, Panteón Rococó, Rival Schools, Royal Bangs, Royal Republic, Skindred, The Black Pacific, The Blackout, The Bouncing Souls, The Bronx, The Computers, The Kooks, The Menzingers, The Mighty Mighty Bosstones, The National, The Ocean, Title Fight, Turbostaat, Tusq, Thees Uhlmann et groupe, Underoath, Veara, Vs. Rome, White Denim, White Lies, Yellowcard, Young Rebel Set, Zebrahead. Absents : Jupiter Jones, concert avec The Kooks.

- 17–19 août 2012 : Beatsteaks, Social Distortion, Bullet for My Valentine (têtes d'affiche). Alberta Cross, A Wilhelm Scream, Adolar, Agnostic Front, Average Engines, Baroness, Bondage Fairies, Boysetsfire, Casper, Darkest Hour, Dispatch, Donots, Egotronic, Every Time I Die, Good Riddance, Graveyard, Heaven Shall Burn, Kettcar, Kilians, Kvelertak, Kylesa, Letlive., Long Distance Calling, Me First and the Gimme Gimmes, Montreal, Nations Afire, Neaera, Norma Jean, O’Brother, Polar Bear Club, Pulled Apart by Horses, Radio Havanna, Saves the Day, Sick of It All, Slime, Sondaschule, Sportfreunde Stiller, Supershirt, The Bots, The Crookes, The Flatliners, The Gaslight Anthem, The Joy Formidable, The Subways, The Wombats, Timid Tiger, Touché Amoré, We Are Augustines, We Are the Ocean.